# Kirby Law
Kirby Law (né le 11 mars 1977 à McCreary dans le Manitoba) est un joueur professionnel de hockey sur glace d'origine canadienne.

## Carrière de joueur
En 1993, il débute avec les Blades de Saskatoon dans la Ligue de hockey de l'Ouest. En 1996, il remporte avec les Hurricanes de Lethbridge la Coupe Ed Chynoweth et participe à la Coupe Memorial. Le 1er novembre 1997, il est échangé aux Wheat Kings de Brandon en retour de Jason Boyd. Il n'a jamais été repêché par une équipe de la Ligue nationale de hockey. En 1998, il passe professionnel avec les Solar Bears d'Orlando dans la Ligue internationale. Le 27 juillet 1999, il signe son premier contrat professionnel avec les Thrashers d'Atlanta. Il est assigné aux Panthers de Louisville dans la Ligue américaine de hockey. Le 14 mars 2000, une transaction l'envoie aux Flyers de Philadelphie. Il joue neuf matches dans la LNH avec cette équipe. Le 6 juillet 2004, il signe un contrat avec le Wild du Minnesota. Assigné aux Aeros de Houston, il termine meilleur pointeur de la saison régulière de la Ligue américaine.
Il part alors en Europe en signant au sein de la LNA pour le Genève-Servette. Durant la saison 2006-2007, il a renforcé le HC Bienne pour la série finale de play-off du LNB ainsi que durant la série de promotion-relégation.
En 2008, il signe au Neftekhimik Nijnekamsk de la Ligue continentale de hockey. Puis en novembre 2008, il décide de retourner en Suisse. En effet, il signe un contrat avec le HC Fribourg-Gottéron, équipe de LNA, jusqu'à la fin de la saison.
En 2009, Kirby Law signa un contrat d'un an avec une option pour une saison supplémentaire avec le club tessinois HC Ambrì-Piotta.

## Palmarès
Ligue de hockey de l'Ouest
- 1996-1997 : Champion avec les Hurricanes de Lethbridge et reçoit la Coupe Ed Chynoweth.

Coupe Memorial
- 1997 : Finaliste (2e place) avec les Hurricanes de Lethbridge.

Championnat de Suisse de LNB
- 2006-2007 : Champion avec le HC Bienne.

Coupe Spengler
- 2007 : Champion avec l'Équipe Canada.

## Statistiques
Pour les significations des abréviations, voir Statistiques du hockey sur glace.
| Saison    | Équipe                    | Ligue |    | Saison régulière | Saison régulière | Saison régulière | Saison régulière | Saison régulière |    | Séries éliminatoires | Séries éliminatoires | Séries éliminatoires | Séries éliminatoires | Séries éliminatoires |
| Saison    | Équipe                    | Ligue | PJ | B                | A                | Pts              | Pun              | PJ               | B  | A                    | Pts                  | Pun                  |                      |                      |
| 1992-1993 | Kings de Dauphin          | MJHL  |    |                  |                  |                  |                  |                  |    |                      |                      |                      |                      |                      |
| 1993-1994 | Blades de Saskatoon       | LHOu  | 66 | 9                | 11               | 20               | 39               | 16               | 0  | 0                    | 0                    | 6                    |                      |                      |
| 1994-1995 | Blades de Saskatoon       | LHO   | 46 | 10               | 15               | 25               | 44               |                  |    |                      |                      |                      |                      |                      |
| 1994-1995 | Hurricanes de Lethbridge  | LHOu  | 24 | 4                | 10               | 14               | 38               | -                | -  | -                    | -                    | -                    |                      |                      |
| 1995-1996 | Hurricanes de Lethbridge  | LHOu  | 71 | 17               | 45               | 62               | 133              | 4                | 0  | 0                    | 0                    | 12                   |                      |                      |
| 1996-1997 | Hurricanes de Lethbridge  | LHOu  | 72 | 39               | 52               | 91               | 200              | 19               | 4  | 14                   | 18                   | 60                   |                      |                      |
| 1997-1998 | Wheat Kings de Brandon    | LHOu  | 49 | 34               | 44               | 78               | 153              | 9                | 3  | 3                    | 6                    | 41                   |                      |                      |
| 1998-1999 | Solar Bears d'Orlando     | LIH   | 67 | 18               | 13               | 31               | 136              | -                | -  | -                    | -                    | -                    |                      |                      |
| 1998-1999 | Red Wings de l'Adirondack | LAH   | 11 | 2                | 3                | 5                | 40               | 3                | 1  | 0                    | 1                    | 2                    |                      |                      |
| 1999-2000 | Solar Bears d'Orlando     | LIH   | 1  | 1                | 0                | 1                | 0                | -                | -  | -                    | -                    | -                    |                      |                      |
| 1999-2000 | Panthers de Louisville    | LAH   | 66 | 31               | 21               | 52               | 173              | -                | -  | -                    | -                    | -                    |                      |                      |
| 1999-2000 | Phantoms de Philadelphie  | LAH   | 12 | 1                | 4                | 5                | 6                | 5                | 2  | 0                    | 2                    | 2                    |                      |                      |
| 2000-2001 | Phantoms de Philadelphie  | LAH   | 78 | 27               | 34               | 61               | 150              | 10               | 1  | 6                    | 7                    | 16                   |                      |                      |
| 2000-2001 | Flyers de Philadelphie    | LNH   | 1  | 0                | 0                | 0                | 0                | -                | -  | -                    | -                    | -                    |                      |                      |
| 2001-2002 | Phantoms de Philadelphie  | LAH   | 71 | 18               | 24               | 42               | 102              | 5                | 0  | 0                    | 0                    | 0                    |                      |                      |
| 2002-2003 | Phantoms de Philadelphie  | LAH   | 74 | 22               | 19               | 41               | 166              | -                | -  | -                    | -                    | -                    |                      |                      |
| 2002-2003 | Flyers de Philadelphie    | LNH   | 2  | 0                | 0                | 0                | 2                | -                | -  | -                    | -                    | -                    |                      |                      |
| 2003-2004 | Phantoms de Philadelphie  | LAH   | 74 | 32               | 41               | 73               | 139              | 12               | 0  | 5                    | 5                    | 12                   |                      |                      |
| 2003-2004 | Flyers de Philadelphie    | LNH   | 6  | 0                | 1                | 1                | 2                | -                | -  | -                    | -                    | -                    |                      |                      |
| 2004-2005 | Aeros de Houston          | LAH   | 80 | 25               | 24               | 49               | 134              | 5                | 0  | 1                    | 1                    | 4                    |                      |                      |
| 2005-2006 | Aeros de Houston          | LAH   | 80 | 43               | 67               | 110              | 95               | 8                | 4  | 5                    | 9                    | 4                    |                      |                      |
| 2006-2007 | Genève-Servette HC        | LNA   | 44 | 17               | 32               | 49               | 40               | 5                | 1  | 3                    | 4                    | 0                    |                      |                      |
| 2006-2007 | HC Bienne                 | LNB   | -  | -                | -                | -                | -                | 11               | 10 | 8                    | 18                   | 4                    |                      |                      |
| 2007-2008 | Genève-Servette HC        | LNA   | 36 | 17               | 25               | 42               | 26               | 11               | 6  | 6                    | 12                   | 4                    |                      |                      |
| 2008-2009 | Neftekhimik Nijnekamsk    | KHL   | 10 | 1                | 2                | 3                | 2                | -                | -  | -                    | -                    | -                    |                      |                      |
| 2008-2009 | HC Fribourg-Gottéron      | LNA   | 28 | 4                | 21               | 25               | 8                | 7                | 2  | 2                    | 4                    | 0                    |                      |                      |
| 2009-2010 | HC Ambrì-Piotta           | LNA   | 48 | 16               | 23               | 39               | 24               | 6                | 1  | 6                    | 7                    | 2                    |                      |                      |

## Trophées et honneurs personnels
Ligue américaine de hockey
- 2005-2006 : trophée John-B.-Sollenberger
- 2005-2006 : sélectionné pour le Match des étoiles avec l'Équipe Canada.
- 2005-2006 : nommé dans la première équipe d'étoiles.